# 몽클레르
몽클레어(프랑스어: Moncler)는 이탈리아밀라노에 본사를 두고 레디 투 웨어 아우터웨어를 전문으로 하는 이탈리아 럭셔리 패션 브랜드이다. 브랜드의 핵심 아이덴티티에는 수탉과 ‘M’ 모노그램, 펠트 아플리케 배지, 교차된 스키, 카툰 스타일의 오리 마스코트를 담고 있다.
몽클레르는 프랑스 그레노블 지역 스키 리조트 인근의 알파인 소도시인 모나스티에-드-클레르몽 (Monestier-de-Clermont)에서, 프랑스 산악 장비 제작자인 르네 라미용(René Ramillon)과 앙드레 뱅상(André Vincent)이 설립한 브랜드이다. 2003년, 이탈리아 사업가 레모 루피니(Remo Ruffini)가 회사를 인수하고 본사를 밀라노로 이전했으며, 몽클레르는 전 세계적인 럭셔리 브랜드로 새롭게 재탄생했다.
2013년에 몽클레르는 밀라노 증권거래소에 상장되었다. 신진 디자이너들과의 협업과 2020년 약 11억 5천만 유로 규모의 스톤 아일랜드(Stone Island) 인수를 통해, 스트리트웨어 패션 분야에서의 입지를 더욱 강화했다.

## 역사

### 프랑스에서의 시작: 1952년 - 1992년
몽클레르는 1952년 르네 라미용(René Ramillon)과 앙드레 뱅상(André Vincent)에 의해 설립되었다.  몽클레르(Moncler)라는 이름은 프랑스 그레노블 인근의 산악 마을인 모나스티에-드-클레르몽(Monestier-de-Clermont)의 약칭에서 유래했다.
초기 몽클레르는 패딩 침낭, 안감이 있는 단일 모델의 후드 케이프, 그리고 망원경형 구조와 외부 덮개를 갖춘 텐트를 제작했다. 1954년에는 자사 산악 공장에서 근무하던 작업자들을 위해 최초의 몽클레르 다운 재킷을 제작했으며, 이들은 작업복 위에 재킷을 착용했다. 이 재킷의 가능성을 처음 주목한 인물은 프랑스 산악인 리오넬 테레이(Lionel Terray)였고, 이를 계기로 전문 라인인 리오넬 테레이를 위한 몽클레르(Moncler pour Lionel Terray)가 출시되었다.
1954년, 몽클레르의 퀼팅 재킷은 이탈리아의 K2 원정대의 장비로 선정되었으며, 이는 아킬레 콤파뇨니(Achille Compagnoni)와 리노 라체델리(Lino Lacedelli)가 세계에서 두 번째로 높은 산 K2의 정상을 정복하며 성공적으로 마무리되었다. 이듬해인 1955년에는 마칼루(Makalu) 정상에 도달한 프랑스 원정대와 함께했으며, 1964년에는 리오넬 테레이가 주관한 알래스카 탐험의 공식 후원사로 참여했다. 1968년 그레노블 동계 올림픽에서는 프랑스 활강 스키 국가대표팀의 공식 후원사로 활동했고, 이때 기존에 사용하던 몬테 에귀(Monte Eguit) 심볼은 카툰 스타일의 오리 몽덕(MonDuck)으로 교체되며 새로운 몽클레르 로고가 탄생했다.
1972년, 프랑스 국가대표팀은 기존의 “더블” 모델이 아닌, 경기 스포츠의 요구에 맞춰 더 실용적이고 가벼운 단일 구조의 새로운 다운 재킷을 채택했다. 이 모델은 처음에는 ‘와스카란(Huascaran)’, 이후에는 ‘네팔(Nepal)’로 불렸으며, 스키를 메고 다녀도 원단이 손상되지 않도록 어깨 부분에 가죽 보강 디테일을 더한 것이 특징이다. 당시 겨울 관광객이 급증하면서 이러한 제품의 판매에도 긍정적인 영향을 미쳤다. 1980년대에 들어서면서, 퀼팅 구조와 광택 있는 마감, 그리고 밝은 색상으로 출시된 다운 재킷은 도시 전역으로 확산되기 시작했고, 그 시대의 특정 이탈리아 젊은 세대의 하위문화를 상징하는 아이템으로 자리 잡았다. 또한 패션 디자이너 샹탈 토마스(Chantal Thomass)는 1989년까지 몽클레르와 협업하며 브랜드의 미적 감각을 새롭게 재해석했다.

### 이탈리아에서의 전개: 1992년 이후
1992년, 몽클레르는 페퍼 인더스트리(Pepper Industries)에 인수되면서 이탈리아 브랜드로 새롭게 거듭났고, 이후 핀파트(Finpart)에 매각되었다. 2003년에는 기업가이자 당시 크리에이티브 디렉터였던 레모 루피니(Remo Ruffini)가 브랜드를 인수했다. 그의 리더십 아래, 몽클레르는 대대적인 변화를 거쳐 럭셔리 브랜드로 재정립되었다.
2006년, 몽클레르는 몽클레르 감므 루즈(Moncler Gamme Rouge) 컬렉션을 선보였다. 이 컬렉션은2008년까지 알레산드라 파키네티(Alessandra Facchinetti)가 디자인을 맡았으며, 이후 2018년까지 지암바티스타 발리(Giambattista Valli)가 디렉팅을 이어갔다. 2007년에는 파리에 첫 단독 매장을 오픈하며 유통 전략의 전환을 시작했고, 이후 2008년 밀라노, 2009년 뉴욕에 매장을 연이어 오픈했다.
2008년, 칼라일 그룹(Carlyle Group)이 몽클레르 지분 48%를 인수했으며, 레모 루피니는 38%의 지분을 유지했다. 2009년에는 톰 브라운(Thom Browne)이 이끄는 남성복 컬렉션 몽클레르 감므 블루(Moncler Gamme Bleu)를 론칭했으며, 이 컬렉션은 2018년까지 이어졌다. 이듬해 몽클레르는 뉴욕에서 스키 및 아프레 스키 웨어를 위한 테크니컬 컬렉션 몽클레르 그레노블(Moncler Grenoble)’을 선보였다.
2011년, 프랑스 투자사 유라제오(Eurazeo)는 몽클레르 그룹에 투자해 지분 45%와 의결권 50%를 확보했다. 이후 2019년 3월, 보유 지분을 14억 유로에 매각했다. 레모 루피니는 지분율이 38%에서 32%로 감소했으나, 여전히 두 번째로 큰 주주로 남았으며, 칼라일 그룹은 보유 지분을 48%에서 17.7%로 축소했다.
2013년 12월 16일, 몽클레르는 밀라노 증권거래소에 상장되었으며, 공모가는 주당 10.20유로였다. 공모주는 모집 수요의 27배를 초과하는 청약 경쟁률을 기록했고, 상장 첫날 주가는 47% 상승하여 시가총액은 40억 유로를 넘어섰다.
2015년, 레모 루피니는 몽클레르 지분 32%를 보유하며 최대 주주 자리를 다시 확보했고, 유라제오(Eurazeo)는 보유 지분을 15.5%까지 축소했다. 이후 2016년 7월, 새로운 지분 구조가 수립되었으며, 싱가포르 국부펀드 테마섹(Temasek)과 스페인 사업가이자 듀프리(Dufry) 회장인 줄리안 디아스 곤살레스(Julián Díaz González, 일명 토레스)가 루피니 파르테치파치오니(Ruffini Partecipazioni)의 지분 24.4%를 공동 인수했다. 루피니는 해당 지주회사에서 75.6%의 지분을 유지하며 최대 주주 지위를 지켰고, 탐부리 인베스트먼트 파트너스(Tamburi Investment Partners)의 투자 차량인 클럽셋(Clubsette)은 완전히 철수했다.
2018년 2월, 몽클레르는 새로운 크리에이티브 및 비즈니스 모델인 몽클레르 지니어스(Moncler Genius) 프로젝트를 선보였다. 이 프로젝트는 저명한 디자이너들이 몽클레르의 정체성을 각기 다른 시선으로 해석한 컬렉션을 선보이며, 매달 공개되는 방식으로 전개된다.
2019년 3월 11일, 미국 투자 펀드 블랙록(BlackRock)은 몽클레르 지분 5.026%를 취득했다. 레모 루피니는 여전히 19.30%의 지분을 보유한 최대 주주였으며, 블랙록이 그 뒤를 이었다. 한편, 유라제오 펀드는 이 시점을 기점으로 몽클레르 지분을 모두 정리하고 완전히 철수했다. 같은 해, 몽클레르는 처음으로 다우존스 지속 가능성 지수(Dow Jones Sustainability Indices, DJSI) 월드 및 유럽 지수에 포함되었다.

### 몽클레르 그룹
2020년 12월, 몽클레르는 이탈리아 럭셔리 스포츠웨어 브랜드 스톤 아일랜드(Stone Island)를 11억 5천만 유로에 인수했다. 같은 해, 재생 에너지, 동물 복지, 재활용, 사회 공헌 기준 등을 포함한 지속가능성 계획인 “본 투 프로젝트(Born to Protect)”를 발표했다. 또한 2021년 12월, 몽클레르는 인테르(Inter Milan)의 공식 포멀웨어 파트너로 선정되었다.

## 컬렉션
몽클레르는 럭셔리 시장에 포지셔닝된 브랜드로, 대중을 위한 다양한 종류의 다운 재킷을 선보이며 여름 시즌까지 시장을 확장하고 있다. 몽클레르는 다음의 세 가지 컬렉션을 전개하고 있다.
- 몽클레르 컬렉션(Moncler Collection): 여성, 남성, 아동을 위한 아우터웨어와 액세서리로 구성된 브랜드의 메인 라인.
- 몽클레르 그레노블(Moncler Grenoble, 2010~): 스키 웨어와 아프레 스키를 아우르며 기능성과 스타일을 겸비한 테크니컬 컬렉션.
- 몽클레르 지니어스(Moncler Genius, 2018~): 다양한 디자이너들이 몽클레르의 정체성을 각기 다른 시선으로 해석해 선보이는 컬렉션 시리즈.

## 같이 보기
- 파타고니아
- 스포츠웨어
- 아이스브레이커
- 라푸마
- 밀레
- 머렐